# コロンバス通り
コロンバス通り（コロンバスどおり）は、群馬県桐生市巴町から同市浜松町に至る道路の通称である。通りの名称は、桐生市と都市提携を結ぶアメリカ合衆国ジョージア州のコロンバス市に由来する。

## 概要
かつて桐生市内を流れていた新川の一部を埋め立てて開通した。巴町二丁目の旧美原橋から東六丁目の旧安楽土橋までの区間が都市計画道路「新川北線」となっている。旧東橋から東七丁目・浜松町二丁目境界までの区間は都市計画道路「桐生川線」の一部であり、浜松町から新宿までは未開通区間となっている。

## 交差する道路
- 昭和通り（都市計画道路「昭和通り線」）
- 清瀬通り（都市計画道路「桐生大橋線」）
- 新川橋通り（都市計画道路「新川橋線」）
- 本町通り（群馬県道68号桐生伊勢崎線、都市計画道路「本町線」）
- 旭町通り
- 常盤町通り
- 中通り（都市計画道路「中通り線」）

## 沿線
- 新川公園
- 桐生郵便局
- 樹徳高等学校
- 浄運寺
- 常祇稲荷神社
- 浜松町児童公園
- 桐生市営新川住宅団地